# (65750) 1993 UV2
(65750) 1993 UV2 là một tiểu hành tinh nằm ở rìa trong của vành đai chính. Nó được phát hiện bởi Robert H. McNaught ở Đài thiên văn Siding Spring ở Coonabarabran, New South Wales, Australia, ngày 20 tháng 10 năm 1993.